# Reprise (Angel)
Reprise conocido como Volver a Empezar en América Latina y en España como Repetición. Es el décimo quinto episodio de la segunda temporada de la serie de televisión estadounidense Ángel. Escrito por Tim Minear y dirigido por James Whitmore, Jr. El episodio se estrenó originalmente el 20 de febrero del año 2001 por la WB Network. En este episodio Ángel debe evitar que una bestia inovocada por W&H venga a la tierra consta de sacrificar su propia vida.  

## Argumento
Ángel evita que un ritual de sacrificio de unos empleados de Wolfram & Hart, que están nerviosos por algo llamado "la revisión". El vampiro pregunta a Kate para obtener información acerca de la revisión, pero Kate - está bajo investigación debido a su participación en casos raros - poco después rehúsa ayudarlo, mostrándole fotografías de la escena del crimen en la casa de Holland Manners que lo muestran en la matanza. Ángel entonces decide visitar al alfitrion , quien está teniendo una noche agitada, ya que Caritas está lleno de abogados de Wolfram & Hart que quieren saber sus destinos. Lorne le dice a Ángel que un socio principal de Wolfram & Hart (que se manifiesta en la forma de un demonio menor) va a venir a la tierra para examinar la historia mortal, y que los sacrificios y los rituales son simplemente puntos extras que los abogados buscan del socio principal antes de su aparición. El alfitiron también le dice a Ángel que como cualquier cosa que se puede manifestar en nuestra dimensión, el socio puede ser asesinado y dice que algo llamado la banda de Blacknil es importante. Ángel trata de irse, pero el alfitrion lo detiene y le dice una última cosa ... que casi todos los abogados en el club realmente quiere verlo muerto, pero que no hace falta ser un vidente para saberlo, dado que todos en el club están mirando a Ángel hostilmente.
Mientras tanto, en Investigaciones Ángel, el equipo ha conseguido eliminar el tercer ojo de la parte posterior de la cabeza de Stephanie Sharp. Sin embargo la señora Sharp le dice a la pandilla que no tiene ninguna intención de pagar la deuda y que en lo que le concierne Investigaciones ángel son una estafa, ya que es "imposible" que un tercer ojo crecezca por la parte trasera de un cráneo, a pesar del hecho que fue ella quien se acercó a ellos con el problema. Ella y su hija se salen de la oficina y un exasperado Gunn se va.
Confundido por las palabras del alfitrion, Ángel va a la biblioteca que visitó hace 50 años donde encuentra a un envejecido Denver quien se muestra más amistoso con el vampiro y le afirma que le cambio la vida la noche que se conocieron. Ángel le pregunta sobre la banda de Blacknil a lo que el bibliotecario le contesta que es un anillo que sirve para transportarse a diferentes dimensiones. También le menciona que el socio mayoritario es un demonio Kleymacth que solo puede morir estrangulado con un guante sagrado y se lo entrega al vampiro. De repente ambos son empalados con una espada por Darla quien fue auxiliada por Lindsey la noche que casi muere calcinada. Antes de retirarse con el guante Darla le confirma a Ángel que tiene planeado matar al socio, usar el anillo para visitar la dimensión de donde viene el demonio y traer a los aliados de W&H para vengarse de él.
Wesley se retira a su apartamento a descansar luego de su percance con las suturas, lugar donde rompe con Virginia al considerar que su estilo de vida es muy peligroso para su joven novia. Mientras en la oficina Cordelia recibe la llamada de la Sra. Sharp quien afirma que pagaran la cuenta, emocionada Cordelia acepta detenerse en la casa de los Sharp a pesar de la hora (casi medianoche) y por el hecho que la casa le queda muy lejos de su hogar. Al colgar un demonio mata a la Sra. Sharp, revelándose que solo uso a los clientes como un señuelo hasta ahora por un motivo desconocido.  
Herido y completamente solo, Ángel entra a las oficinas de sus ex empleados para tomar un libro a la fuerza para el descontento de Cordy y Wes. Durante la visita de Ángel, Wesley se abre accidentalmente los puntos. En otra parte de la ciudad Kate es suspendida de su empleo por sus superiores quienes creen que se está volviendo loca por atender los casos extraños y por la muerte de su padre. Al regresar a su apartamento Kate comienza a llorar y embriagarse. Ángel utiliza a Lilah para entrar al edificio de Wolfram & Hart, lugar donde el socio mayoritario está a punto de materializarse. Para poder liberarse de los guardias de seguridad armados con estacas, Ángel expone a Darla en la fiesta como un vampiro y aprovecha la distracción para quitarle el guante y usarlo para estrangular al socio que desintegra en el aire.
Luego de matar al demonio, Ángel se pone el anillo, un elevador se abre en el edificio donde se encuentra nada menos que un Holland Manners muerto en vida, quien le explica que a pesar de que murió, su contrato con Wolfram & Hart le impide irse al más allá. Ángel se sube al elevador dispuesto a ir a la casa oficina de W&H para matar al resto de los socios de los abogados aun cuando cree que se trata del propio infierno. No obstante cuando el viaje termina para la sorpresa del propio vampiro la "Casa Oficina" de W&H resulta ser la propia tierra. Holland le explica al vampiro que la humanidad no puede vivir sin la maldad y que todos ellos son sus enemigos. Desecho el vampiro recorre las calles de Los Ángeles hasta llegar al Hyperion. Allí recibe una llamada de Kate quien tiene planeado matarse. Al Hyperion llega Darla quien trata nuevamente de arrebatarle el anillo, sin embargo Ángel se acuesta con ella dispuesto a perder su alma, algo parece conseguir, tras levantarse con un grito seco.

## Elenco
- David Boreanaz como Ángel.
- Charisma Carpenter como Cordelia Chase.
- Alexis Denisof como Wesley Wyndam Pryce.
- J. Agust Richards como Charles Gunn.

## Producción
El exterior del edificio de Wolfram&Hart es una oficina construida en el centro de Culver City, ubicada entre las calles de Sony Studios.

### Actuación
El escritor y productor David Fury hace su primera aparición en la serie, como una de las personas sacrificando cabras. Su posterior aparición sucede en Smile Time.

## Continuidad
- Ángel mata a uno de los socios mayores de W&H.
- Ángel y Darla tienen sexo, lo que con el tiempo deriva el nacimiento de Hunter.
- Kate es despedida de la oficina de Policía.
- Virginia y Wesley terminan su relación.